# Conde de Castelo Branco
Conde de Castelo Branco é um título nobiliárquico criado por D. Luís I de Portugal, por Decreto de 24 de Maio e Carta de 3 de Junho de 1870, em favor de Joaquim Trigueiros Martel, antes 1.º Visconde de Santiago.
Titulares
1. Joaquim Trigueiros Martel, 1.º Conde de Castelo Branco, 1.º Visconde de Santiago.

Após a Implantação da República Portuguesa, e com o fim do sistema nobiliárquico, usaram o título: 
1. Simão Valdez Trigueiros Martel, 2.º Conde de Castelo Branco;
2. João Filipe Infante da Câmara Taborda Valdez Trigueiros Martel, 3.º Conde de Castelo Branco;
3. Maria João Rémus Trigueiros Martel, 4.ª Condessa de Castelo Branco, 2.ª Viscondessa de Abrançalha.